# Alfred Meyer (Zahnmediziner)
Alfred Meyer (geboren 24. März 1898 in Würzburg; gestorben 16. Mai 1933 in Düsseldorf) war ein deutscher Zahnarzt und NS-Opfer.

## Leben und Wirken
Meyer war Sohn des Kaufmanns Siegmund Meyer und seiner Frau Jeanette in Würzburg. Er hatte vier Geschwister. Er besuchte die Jüdische Volksschule und das Realgymnasium in Würzburg. Im Ersten Weltkrieg meldete er sich als 16-Jähriger nach dem Examen als Einjähriger. Er wurde dreimal verwundet, zum Unteroffizier befördert und mit dem Eisernen Kreuz II ausgezeichnet. 1919 war er an der Niederschlagung der Münchner Räterepublik beteiligt. Er studierte in Würzburg und war Mitglied der jüdischen Studentenverbindung Salia. 1922 ließ er sich als Zahnarzt in Wuppertal-Barmen nieder. Er war dort Mitglied der Loge B’nai B’rith.
Aufgrund seiner jüdischen Abstammung wurde Meyer bald nach dem Regierungsantritt der Nationalsozialisten im Frühjahr 1933 von lokalen Nationalsozialisten in seiner Heimat bedrängt: Er wurde telefonisch bedroht, zudem wurden die Fensterscheiben seiner Praxis eingeworfen und Hausdurchsuchungen in seiner Wohnung vorgenommen. In der Nacht vom 2. zum 3. April 1933 wurde seine Wohnung zerstört.

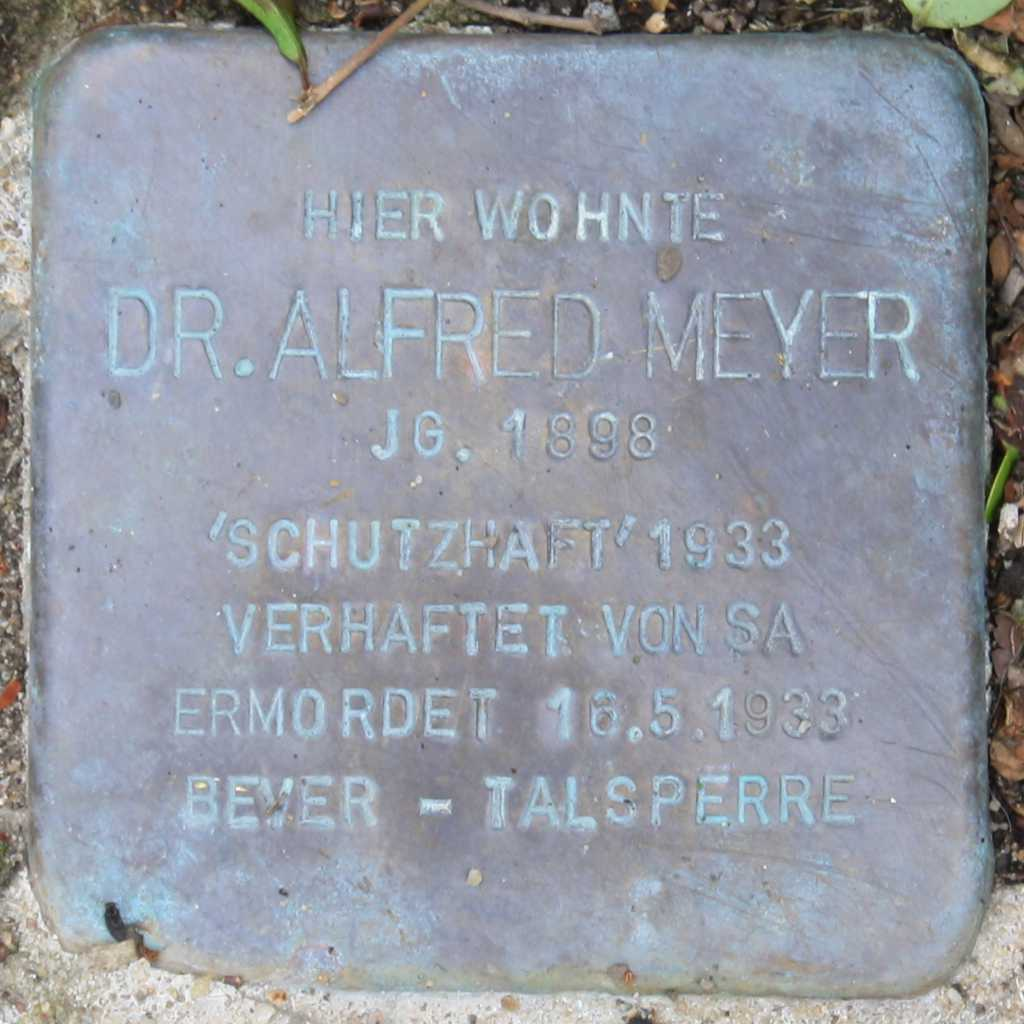
Stolperstein für Alfred Meyer

Nach seiner Entlassung aus einer ersten kurzen Inhaftierung ging Meyer nach Düsseldorf, um seine geplante Emigration vorzubereiten. Seine Wuppertaler Gegner verfolgten ihn nach dort: Am 16. Mai 1933 wurde Meyer in der Wohnung einer befreundeten Familie von SA-Leuten verhaftet und in einer Düsseldorfer SA-Unterkunft misshandelt. Auf dem Weg von Düsseldorf nach Remscheid wurde er getötet. Die Leiche, die mehrere Schuss- und Stichverletzungen aufwies, wurde – beschwert mit einer Schreibmaschine – in die Bever-Talsperre bei Hückeswagen geworfen, wo sie kurz darauf geborgen wurde. Über den Mord berichtete auch der Manchester Guardian.
Die Düsseldorfer Kriminalpolizei verschleppte die Aufklärung des Falles durch eine Verzögerungstaktik. Die von der Staatsanwaltschaft in dieser Sache eingeleiteten Ermittlungen wurden aufgrund einer Verfügung des preußischen Justizministeriums vom 11. August 1933 niedergeschlagen. In der Begründung dieser Maßnahme hieß es, dass Meyer sich kommunistisch betätigt und sexuelle Beziehungen zu „zahlreichen christlichen Mädchen“ gehabt habe, so dass von einer aus politischen Beweggründen begangenen Tat auszugehen sei, die „im Zusammenhang mit der nationalsozialistischen Revolution“ zu sehen sei.
Ein Prozess nach Kriegsende erklärte fünf ehemalige SA-Männer für den Mord verantwortlich.
Am 20. April 2012 wurde vor dem Haus Helmutstraße 32 ein Stolperstein verlegt, der an Meyers Person und Schicksal erinnert.

## Schriften
- Die Geschichte und Anwendung der zahnärztlichen Röntgenologie, Würzburg 1922. (Dissertation)